# Dekanat Kraichgau
Das Dekanat Kraichgau ist eines von 26 Dekanaten in der römisch-katholischen Diözese Freiburg. Der Dekanatssitz befindet sich in Sinsheim.

## Geschichte
Am 1. Januar 2008 kam es mit einer Dekanatsreform im Erzbistum Freiburg zur Bildung des Dekanats Kraichgau als einem von 26 Dekanaten. Die Seelsorgeeinheit Eppingen kam nach der Neustrukturierung der Dekanate zum Dekanat Kraichgau hinzu und der Dekanatssitz wurde von Waibstadt nach Sinsheim verlegt.
Das Dekanat Kraichgau bildet zusammen mit den Dekanaten Mannheim, Heidelberg-Weinheim und Wiesloch die Region Rhein / Neckar.

## Gliederung
Das Dekanat Kraichgau gliedert sich in die folgenden fünf Seelsorgeeinheiten:
| Seelsorgeeinheiten          | zugehörige Pfarreien und Filialen |
| --------------------------- | --- |
| SE Bad Rappenau-Obergimpern | Herz-Jesu-Kirche (Bad Rappenau), St. Johannes der Täufer (Heinsheim), St. Georg (Siegelsbach), Maria Königin (Hüffenhardt), St. Cyriak (Obergimpern), St. Josef (Untergimpern), St. Margaretha (Grombach) und St. Ägidius (Kirchardt) |
| SE Eppingen                 | Unsere Liebe Frau (Eppingen) mit Mariä Schmerzen (Mühlbach), Valentinskirche (Rohrbach am Gießhübel), Mariä Geburt (Richen) mit St. Michael (Ittlingen) und St. Bonifatius (Adelshofen) und der Pfarrkuratie St. Marien (Gemmingen-Stebbach) |
| SE Neckar-Elsenz            | St. Johannes Nepomuk (Neckargemünd), St. Franziskus (Neckargemünd), St. Josef (Waldhilsbach), St. Bartholomäus (Dilsberg), St. Cyriakus (Mückenloch), Herz Jesu (Lobenfeld), Maria Gottesmutter (Mönchzell), St. Peter und Paul (Waldwimmersbach), St. Dionysius (Bammental), St. Michael (Wiesenbach), St. Michael (Gaiberg), St. Bartholomäus (Mauer) und St. Martin (Meckesheim)           |
| SE Sinsheim-Angelbachtal    | Heilig Kreuz (Angelbachtal), St. Jakobus d. Ä. (Sinsheim), Marienkirche (Dühren), St. Margareta (Eschelbach), Marienkirche (Hilsbach), Herz-Jesu-Kirche (Hoffenheim), Mariä Geburt (Reihen), St. Laurentius (Rohrbach), St. Peter (Steinsfurt), St. Maria, Hilfe der Christen (Waldangelloch), Heilige Familie (Weiler) und St. Sebastian (Zuzenhausen)                                       |
| SE Waibstadt                | Mariä Himmelfahrt (Waibstadt) mit Mariä Heimsuchung (Daisbach), Hl. Dreifaltigkeit (Neidenstein) und Hl. Josef (Eschelbronn) und die Pfarrgemeinde St. Peter und Paul (Bargen) mit St. Laurentius (Helmstadt) und die Pfarrgemeinde Maria Königin (Neckarbischofsheim) und die Pfarrgemeinde St. Martin (Spechbach) mit St. Johannes der Täufer (Epfenbach) und St. Cäcilia (Reichartshausen) |

## Demographische und sozialräumliche Struktur
Etwa fünfzig Kilometer liegen zwischen Neckargemünd und Eppingen. Das entspricht dem Durchmesser des katholischen Dekanats Kraichgau. Geographisch ist das Gebiet des Dekanats Kraichgau ein großes Flächendekanat innerhalb der Erzdiözese Freiburg. Jedoch leben in dieser Fläche (im Kraichgau) nur etwa 43.000 Katholiken. Diese verteilen sich auf fünf Seelsorgeeinheiten.
Die Pfarrgemeinden des Dekanats liegen in drei Landkreisen. Quer durch Bad Rappenau verläuft die Bistumsgrenze zwischen der Erzdiözese Freiburg und der Diözese Rottenburg-Stuttgart. Die Seelsorgeeinheit Neckar-Elsenz liegt in der Nähe von Heidelberg. Die Seelsorgeeinheiten Eppingen und Bad Rappenau-Obergimpern liegen in der Nähe von Heilbronn.